# Oettinger
Pour les articles homonymes, voir Oettinger (homonymie).
Vous pouvez aider à l'améliorer ou bien discuter des problèmes sur sa page de discussion.
- Il ne cite pas suffisamment ses sources. Vous pouvez indiquer les passages à sourcer avec {{référence nécessaire}} ou {{Référence souhaitée}}, et inclure les références utiles en les liant aux notes de bas de page. (Marqué depuis mai 2021)
- Il contient une ou plusieurs listes. Le texte gagnerait à être rédigé sous la forme d’un ou plusieurs paragraphes synthétiques, afin d’être plus agréable à lire. (Marqué depuis mai 2021)

- Archive Wikiwix
- Bing
- Cairn
- DuckDuckGo
- E. Universalis
- Gallica
- Google
- G. Books
- G. News
- G. Scholar
- Persée
- Qwant
- (zh) Baidu
- (ru) Yandex
- (wd) trouver des œuvres sur Wikidata

Oettinger Brauerei est une entreprise brassicole possédant cinq brasseries en Allemagne et employant 930 personnes : Oettingen, Gotha, Schwerin, Mönchengladbach et Brunswick. 

## Histoire
Bien que l'histoire de la brasserie remonte à 1313 à Oettingen, la véritable brasserie industrielle ne naît qu'en 1731 ; plus tard en 1956, la Fürstliche Brauhaus zu Oettingen fut transformée par la famille Kollmar (Ingrid Kollmar 64,5 %, Günther Kollmar 11,1 % et Dirk Kollmar 24,4 %) en Oettinger Brauerei GmbH avec pour vocation de produire une bière bon marché. 
Depuis 2004, c'est la plus grande brasserie privée allemande, avec une production de 6,4 millions d'hectolitres (dont 1 million de boissons non alcoolisées). Toutes les bières sont produites selon le Reinheitsgebot.
L'usine de Pritzwalk/Dessow a été vendu en 2009 à la brasserie Feldschlößchen-Brauerei (de) du groupe Carlsberg.

## Les bières

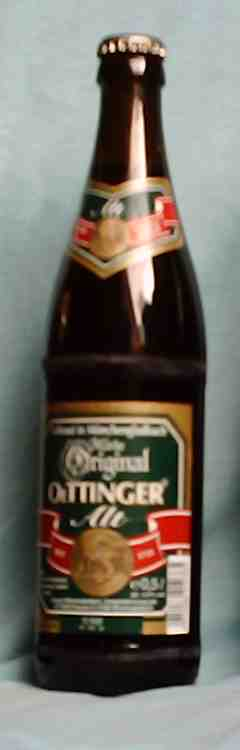
Oettinger Alt

- Alkoholfrei, 0,5 % vol.
- Alkoholfreies Weißbier, 0,5 % vol.
- Alt, 4,9 % vol.
- Bockbier, 6,7 % vol.
- Dunkles Hefeweißbier, 4,9 % vol.
- Export, 5,4 % vol.
- Gold, 4,9 % vol.
- Hefeweißbier, 4,9 % vol.
- Kristallweizen,
- Leicht, 2,8 % vol.
- Leichte Weiße,
- Pils, 4,7 % vol.
- Schwarzbier, 4,9 % vol.
- Urtyp, (Märzen) 5,6 % vol.
- Vollbier Hell, 4,7 % vol.
- Winterbier, 5,6 % vol.

## Cocktail à base de bière
- Mixgetränk Hefeweißbier und Erfrischungsgetränk mit Grapefruitgeschmack, 2,5 % vol.
- Mixgetränk Hefeweißbier und Erfrischungsgetränk mit Erdbeeregeschmack, 2,5 % vol.
- Mixed, cocktail bière et cola, 2,5 % vol.
- Radler, (panaché) 2,5 % vol.

## Glorietta

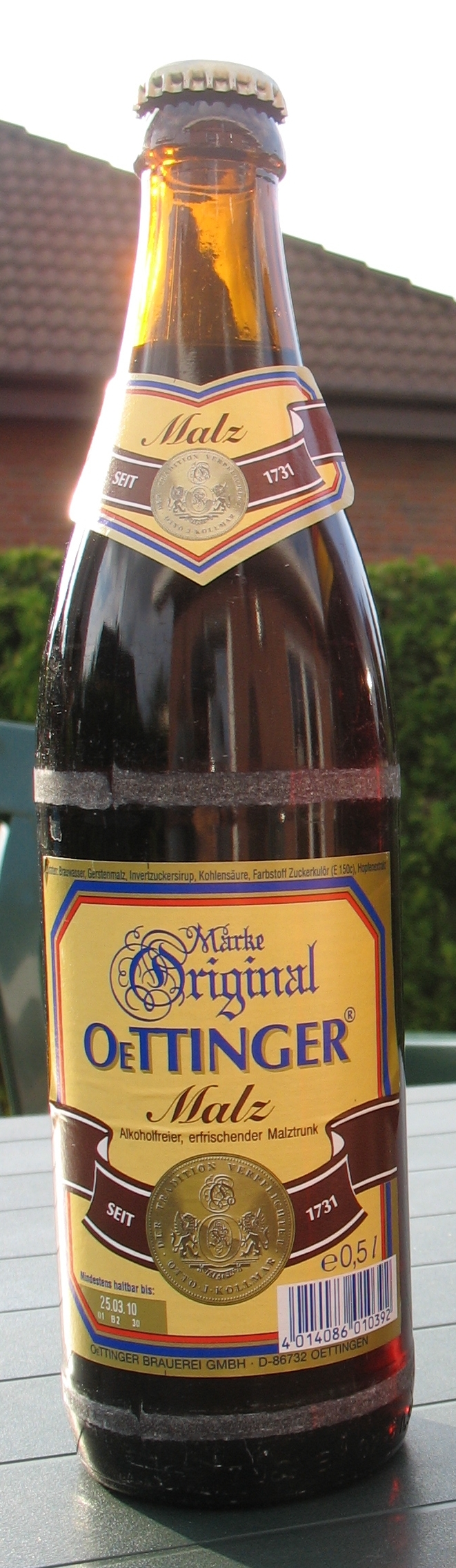
Oettinger Malz

Boissons rafraichissantes non alcoolisées :
- Zitrone,
- Orange,
- Cola,
- Cola-Mix,
- Apfel-Schorle,
- Iso Sport,
- A-C-E,
- Litschi,
- Holunder,
- Aquamarin
- Malz, boisson maltée